# Histoire du Luxembourg
Pour un article synthétique sous forme de listes, voir Chronologie du Luxembourg.
L'histoire du Luxembourg retrace les évolutions que traverse cet État dans le passé. Situé au cœur de l'Europe, entre la France, la Belgique et l'Allemagne, le grand-duché de Luxembourg participe aux grandes évolutions européennes : son passé mouvementé de Grand-Duché est un véritable condensé de l'histoire européenne.
Son histoire commence avec les premières occupations humaines du territoire correspondant au pays actuel. Aux groupes présents depuis le Paléolithique et le Néolithique, sont venues s'ajouter, à l'Âge du bronze et à l'Âge du fer, des vagues successives de Celtes, puis au IIIe siècle de peuples germains (Francs ripuaires et, probablement aussi Alamans).
Au Moyen Âge, quatre de ses princes ont porté la couronne du Saint-Empire romain germanique. Pendant les Temps modernes, sa forteresse a été un enjeu majeur dans la lutte entre les grandes puissances. Avant d'accéder à l'indépendance au XIXe siècle, le Luxembourg a vécu successivement sous souveraineté bourguignonne, espagnole, française, autrichienne, à nouveau française, et, du fait de l'union personnelle, hollandaise, même si le grand-duché de Luxembourg, institué dès 1815 par le congrès de Vienne, a été un État membre de la Confédération germanique (jusqu'à sa dissolution en 1866). Entre 1842 et 1918, le Luxembourg, passant progressivement des activités surtout agraires à l'industrie lourde (sidérurgie), fit partie du Zollverein (union douanière allemande dominée par la Prusse). Au XXe siècle, ce pays entre-temps prospère et dynamique joua un rôle catalyseur dans l'effort d'intégration européenne.
Le grand-duché de Luxembourg bénéficie d'une histoire officielle communiquée par le gouvernement luxembourgeois. Celle-ci mentionne le Luxembourg en tant que pays à partir du XVe siècle, évoque la langue luxembourgeoise (la langue nationale des Luxembourgeois) sous forme d'une frontière linguistique dès la fin du XIIIe siècle et mentionne une « origine luxembourgeoise » de la population dès 1308.

## Préhistoire

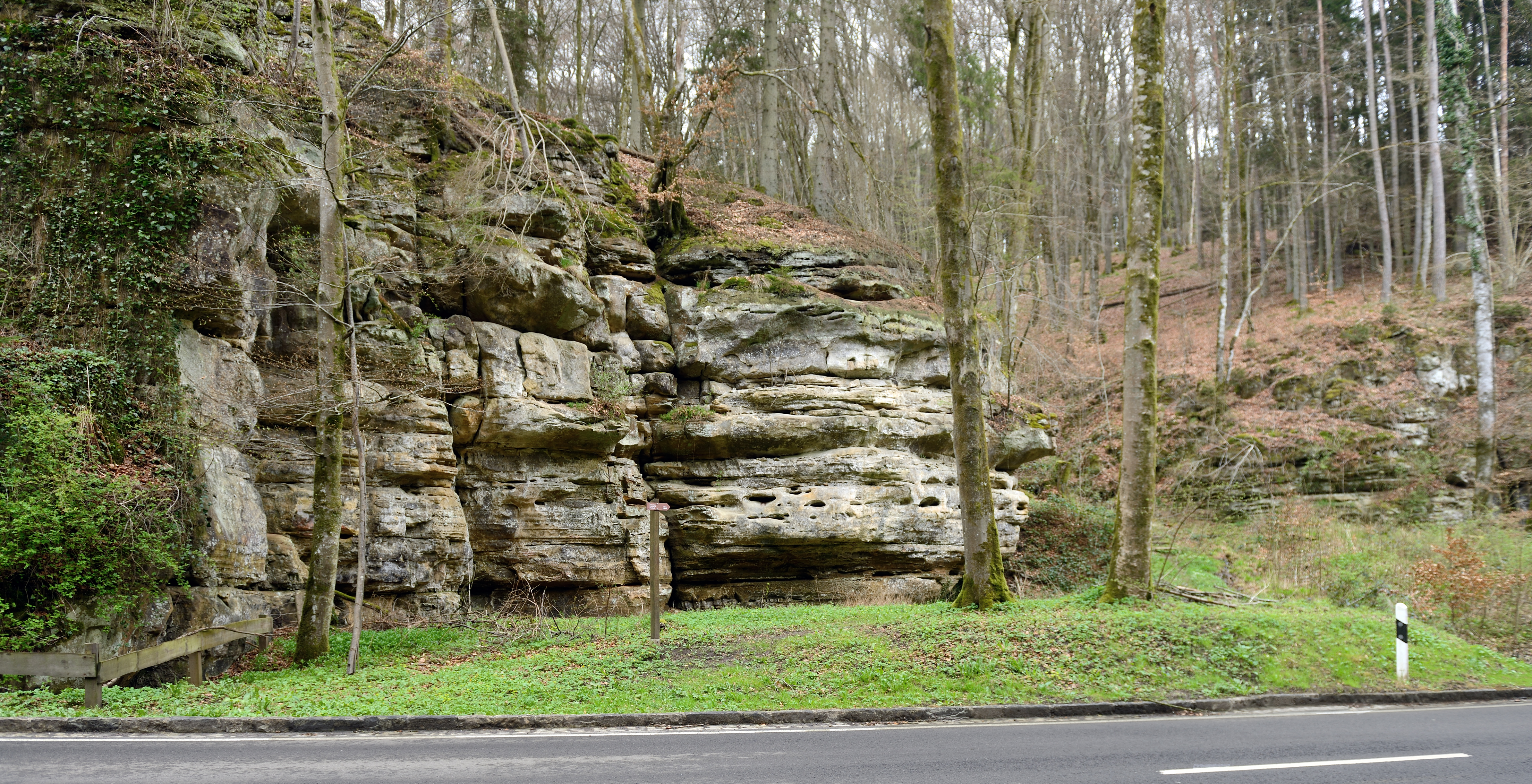
L'abri sous roche où fut découvert le squelette de Loschbour.

La Préhistoire du Luxembourg ne se distingue pas de celle des régions voisines. Comme pour l'Europe centrale, la révolution agraire qu'apporte le Néolithique correspond à l’extension progressive vers l’Ouest du courant danubien et se manifeste essentiellement par la culture rubanée.
La plupart des restes humains préhistoriques du Luxembourg ont été récupérés dans le Müllerthal, y compris le squelette de Loschbour vieux de 8 200 ans, découvert par Nicolas Thill en 1935. Cette région est caractérisée par de profondes vallées fluviales bordées de falaises de grès, une couverture arborée dense et un paysage unique de système d'abris sous roche et de grottes à diaclase. Compte tenu des preuves limitées de l'agriculture dans le Müllerthal avant l'époque romaine, son utilisation pour les activités funéraires au Néolithique, à l'âge du bronze et du fer reste énigmatique, bien que certaines grottes et abris sous roche montrent des signes d'occupation ou d'activités symboliques sous la forme de séquences profondes et stratifiées, de foyers et d'assemblages d'artefacts.
Comme dans les régions avoisinantes, les populations d'origine de chasseurs-cueilleurs ont probablement vécu pendant des millénaires en parallèle avec les nouvelles populations introduisant les techniques du Néolithique, avant de se mélanger au début du troisième millénaire av. J.-C..
Placé dans le corridor Rhin-Meuse, le Luxembourg a livré des sépultures préhistoriques d'importance internationale, notamment la double tombe de la culture campaniforme d'Altwies, dans le sud du pays. Les tombes collectives sont de plus en plus remplacées au cours du troisième millénaire avant notre ère par des tombes à fosse unique et caractérisées par des assemblages funéraires répétitifs. Comme pour les deux génomes partiels de la nécropole de Mondelange dans la région de la Moselle française, les génomes d'Altwies ont révélé des niveaux élevés d'ascendance « dérivée de la steppe », suggérant que la région Rhin-Meuse a connu un important flux de gènes provenant de populations plus à l'est.

## Antiquité
Les Celtes peuplent la région du grand-duché de Luxembourg jusqu'au Ier siècle av. J.-C. Les Romains sont les maîtres pendant les six siècles suivants. À partir du IIIe siècle apr. J.-C., les invasions germaniques commencent. Les Romains font place aux Francs à partir du Ve siècle apr. J.-C.

## Moyen Âge

### Des origines lointaines (Xesiècle)

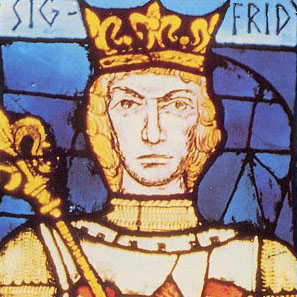
Sigefroid de Luxembourg.

Dans sa forme géographique et politique actuelle, le Grand-Duché est une création de la diplomatie du XIXe siècle. Mais l'histoire de l'espace aujourd'hui luxembourgeois remonte beaucoup plus loin dans le temps. Elle est reliée, entre autres, à ses origines à la dynastie des Carolingiens créée par Pépin III, dit « le Bref », né en 714, et mort le 24 septembre 768 à Saint-Denis, près de Paris, qui est roi des Francs de 751 à 768. L'espace aujourd'hui luxembourgeois est une partie de son royaume. Le nom Lucilinburhuc, signifiant « petit château », apparaît pour la première fois aux alentours de 963 dans une charte d'échange. Par ce document, le comte Sigefroi, issu d'une supposée maison d'Ardenne, acquiert de l'abbaye Saint-Maximin de Trèves un fortin (castellum quod dicitur Lucilinburhuc) situé sur l'éperon rocheux du Bock dominant la vallée de l'Alzette. L'espace aujourd'hui luxembourgeois a fait partie de la frange occidentale de l'Empire germanique, en tant que possessions des abbayes d'Echternach et de l'abbaye Saint-Maximin de Trêves (puis comme comté de Luxembourg à sa création en  1059). On y parle alors différents dialectes fortement apparentés à la langue luxembourgeoise actuelle et aux dialectes de l'Eifel actuels, en s'inscrivant dans un continuum linguistique. Ces dialectes font partie de l'ensemble dialectal vieux francique moyen, cet ensemble faisant partie du vieux haut allemand qui est une langue multi-dialectale. La frontière linguistique entre le vieux haut allemand et les dialectes romans coïncide avec les possessions historiques de l'abbaye d'Echternach et de l'abbaye Saint-Maximin de Trêves, au sud.

### Le rassemblement territorial (XIeauXIIIesiècle)

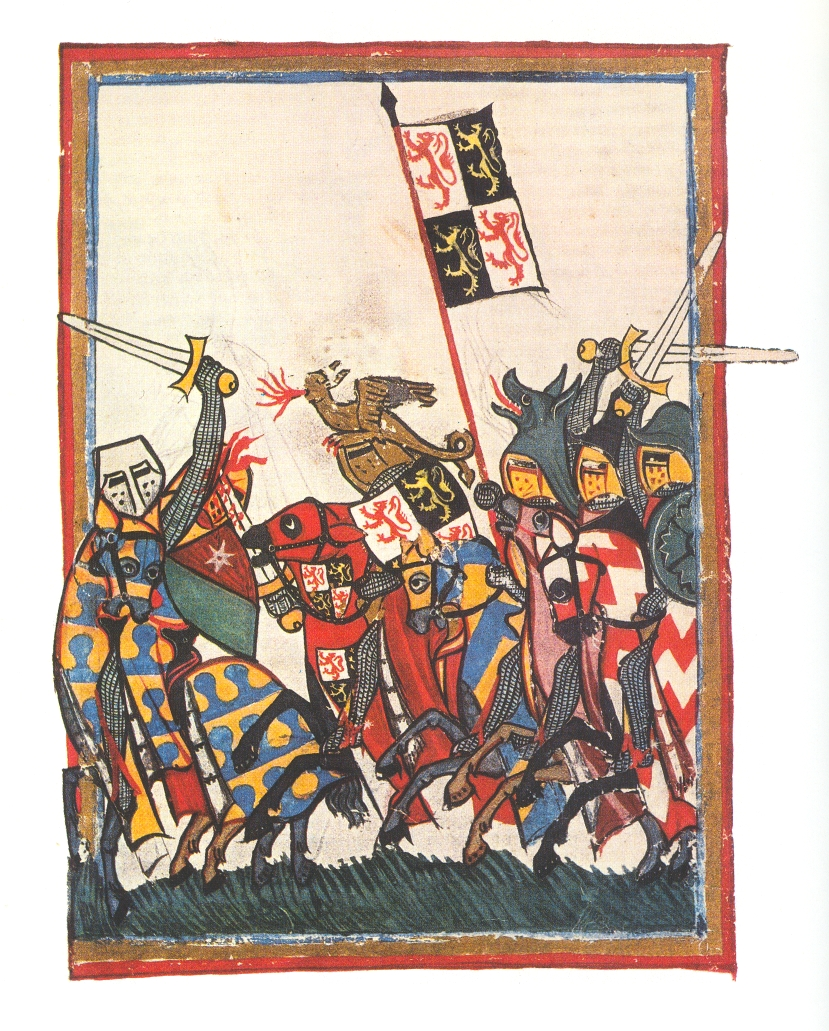
Image de la bataille de Worringen dans le Codex Manesse (1305-1340). La représentation montre la bannière du duc Jean de Brabant durant cette bataille avec, en avance sur son issue, un écu écartelé aux armes de Brabant et de Limbourg réunies.

Lorsque Sigefroi s'établit au Bock, il possède des terres le long des rivières de la Moselle, de la Sûre et de l'Alzette ainsi que dans les Ardennes. Mais ses possessions restent dispersées. Le comté de Luxembourg, en tant que principauté territoriale, est une création des descendants de Sigefroi. La création du Comté de Luxembourg en 1059 est un changement du lieu de pouvoir, il se déplace de Trêves-Echternach (sous une direction ecclésiastique commune) vers Luxembourg-ville. Conrad Ier (décédé en 1086) est le premier à porter explicitement le titre de comes de Luccelemburc. Le château fort Lucilinburhuc devient le point d'ancrage à partir duquel s'opère le rassemblement territorial au cours des XIe, XIIe et XIIIe siècles. Ce château fort est progressivement reconstruit, agrandi et renforcé au cours des siècles, jusqu'à devenir au XIXe siècle l'une des plus puissantes forteresses d'Europe. Vu sa situation géographique et ses défenses formidables, elle sera qualifiée de « Gibraltar du Nord » par Carnot, l'« organisateur de la Victoire » à l'époque de la Révolution française. L'agrandissement du territoire se fait par les mariages, par l'achat de terres, par les liens de vassalité et surtout par la guerre. Les comtes de Luxembourg réussissent à soumettre leurs rivaux, même s'ils subissent parfois des revers comme à la bataille de Worringen (1288), où le comte Henri VI et trois de ses frères tombent, mortellement blessés. À la fin du XIIIe siècle, le comté de Luxembourg occupe un vaste espace situé entre Meuse et Moselle. Il a la particularité d'être situé à cheval sur la frontière linguistique, une partie étant germanophone et une autre francophone.
En 1139, le comté est inféodé par l'empereur Lothaire III à Henri de Namur, dont la mère est née dans le territoire de l'actuel Luxembourg, alors que le comte Henri de Grandpré est l'un des plus proches parents – le beau-frère – de Conrad II, dernier représentant de la lignée des comtes d'Ardenne, qui mourra sans descendance.
À la mort de son père en 1139, Henri IV devient aussi comte de Namur. En 1153, il hérite des comtés de Durbuy et de La Roche. Sa fille, Ermesinde règne sur le comté de  Luxembourg et prend pour mari Thiébaut de Bar, proche parent du roi de France, Saint Louis. Le couple abandonnera le comté de Namur. Le règne d'Ermesinde coïncide avec la période de la francisation du nom de plusieurs localités. Ainsi, par exemple, passant de -ingen à -ange, Dudelingen devint Dudelange, Schifflingen devint Schifflange etc. Après la mort de Thiébaut, Ermesinde se remarie en 1214 avec Waléran de Limbourg, qui lui apporte en dot le marquisat d'Arlon. Le fils d'Ermesinde, Henri le Blondel, impose sa suzeraineté au comté de Vianden. En 1337, le comte Jean l'Aveugle achète une première moitié du comté de Chiny ; son fils Venceslas achètera l'autre moitié.

### À la tête du Saint-Empire romain germanique (XIVeauXVesiècle)

Localisation du Comté de Luxembourg en 1350.

Au début du XIVe siècle, la maison de Luxembourg accède au trône impérial. En 1308, le comte Henri VII né vers 1278/1279 à Valenciennes, est élu roi des Romains par les princes électeurs à l'instigation de son frère Baudouin, archevêque de Trèves, et de Pierre d'Aspelt, archevêque de Mayence, également d'origine géographique luxembourgeoise. Un légat du pape le couronne empereur à Rome en 1312. Son fils, Jean dit l'Aveugle, épouse l'héritière du royaume de Bohême et devient roi de Bohême. Chevalier modèle, il meurt en héros au service du roi de France dans la bataille de Crécy en 1346. À la suite d'Henri VII, trois autres membres de la dynastie des Luxembourg porteront la couronne royale, voire impériale : Charles IV (1346-1378), Wenceslas (1376-1400) et Sigismond (1410-1437). Le Luxembourg reste un comté immédiat du Saint-Empire romain germanique jusqu'en 1354 lorsque Charles IV élève le comté de Luxembourg au rang de duché en 1354. Après l'acquisition du comté de Chiny en 1364, celui-ci atteint sa plus grande extension. Cependant, avec l'accession à la dignité royale et impériale, les Luxembourg finissent par céder leur terre patrimoniale à des seigneurs engagistes, puis aux Bourguignons. En 1437, la famille régnante s'éteint et le duché passe brièvement aux mains des Habsbourg. En 1443, le duc de Bourgogne, Philippe le Bon, conquiert la ville de Luxembourg. Le duché devient une province des Pays-Bas. Après la mort de Marie de Bourgogne, fille unique de Charles le Téméraire, en 1482, le Luxembourg devient possession de Maximilien de Habsbourg, son mari, et figurera dans l'héritage de leur fils Philippe le Beau. Ce dernier, qui épousera Jeanne de Castille, fille des « rois catholiques » (Isabelle de Castille et Ferdinand d'Aragon), deviendra notamment roi d'Espagne par mariage et sera le père de Charles Quint. Pendant les quatre siècles qui vont suivre, son destin sera lié à cet ensemble géographique et politique.

## Époque moderne

### Uneprovincedes Pays-Bas (XVeauXVIIIesiècle)

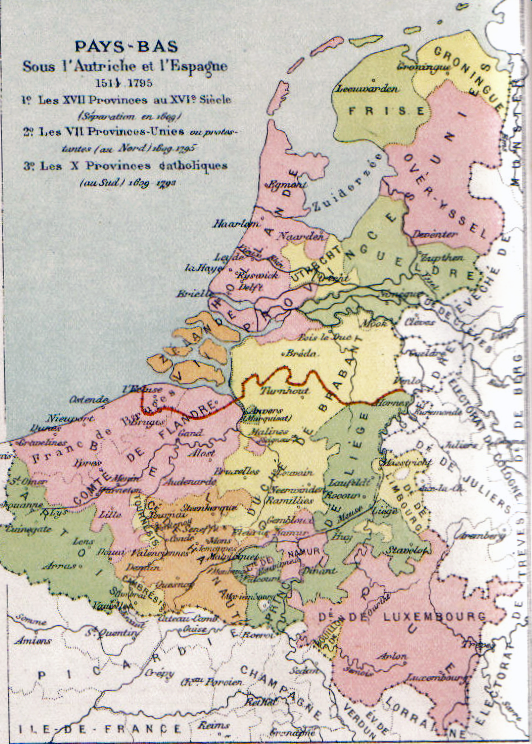
Une province des Pays-Bas.

Localisation du département des Forêts.

Au cours des temps modernes, les Pays-Bas changent de souveraineté au gré des aléas dynastiques et politiques. À la suite de la mort du duc de Bourgogne, Charles le Téméraire (1477), les Pays-Bas passent dans le giron des Habsbourg. Pendant les XVIe et XVIIe siècles, le duché de Luxembourg et les autres provinces qui composent le territoire des Pays-Bas appartiennent aux Habsbourg d'Espagne.
Sur l'échiquier européen, le Luxembourg occupe une position stratégique importante. Dès le XVIe siècle, le pays est entraîné dans les nombreuses guerres que les Habsbourg d'Espagne et les Valois, puis les Bourbons de France se livrent pour l'hégémonie en Europe. La ville de Luxembourg est progressivement transformée en une des forteresses les plus réputées d'Europe, véritable « Gibraltar du Nord ». En 1659, le traité des Pyrénées, qui fait suite au siège de Thionville de 1643, met un terme provisoire au conflit franco-espagnol en démembrant toute la partie méridionale du duché — notamment Thionville et Montmédy — au profit du royaume de France. En 1684, la forteresse de Luxembourg est assiégée par les armées de Louis XIV. Après la prise de la ville, l'ingénieur français Vauban, qui a dirigé les opérations du siège, entreprend de vastes travaux de fortification. Pendant une courte période, de 1684 à 1697, le duché de Luxembourg reste sous régime français. Les Français prennent Luxembourg comme base de départ pour leurs expéditions guerrières vers l'Allemagne, et en particulier vers le Rhin. Ce fait inquiète les voisins de la France et contribue à la formation de la Ligue d'Augsbourg en 1686. Une guerre s'ensuit, qui force la France à restituer le duché aux Habsbourg en 1697 (traité de Rijswick). En 1715, après la guerre de Succession d'Espagne, les Pays-Bas méridionaux reviennent à la branche autrichienne des Habsbourg.
Par opposition aux deux siècles précédents, le XVIIIe siècle a été une période de paix au Luxembourg. Les règnes de Charles VI (1715-1740), de Marie-Thérèse (1740-1780) et de Joseph II (1780-1790) apportent un renouveau dans de nombreux domaines. Les réformes autrichiennes, telles que le cadastre thérésien introduisant l'égalité fiscale ou encore l'Édit de tolérance accordant aux non-catholiques la liberté de culte, annoncent déjà les innovations de la Révolution française. En 1795, les troupes révolutionnaires françaises conquièrent la forteresse et le Luxembourg est annexé à la France en tant que département des Forêts. L'introduction de la conscription, système de recrutement militaire, déclenche en 1798 une insurrection paysanne, appelée Guerre des gourdins (« Klëppelkrich »). Sous Napoléon, le régime français, plus modéré, est mieux accepté par la population.

## Époque contemporaine
Lors de la Révolution française, plus précisément sous la Convention, la France conquiert une nouvelle fois le duché du Luxembourg en 1794 (la forteresse de Luxembourg, elle, capitulera l'année suivante), annexe son territoire et, dès 1795, transforme les deux tiers de ce dernier en un département français dit département des Forêts). Le tiers restant sert à former deux autres nouveaux départements : celui de Sambre-et-Meuse et celui de l'Ourthe. Cette situation est officialisée en 1797), sous le régime du Directoire.

### La création du grand-duché au congrès de Vienne (1815)

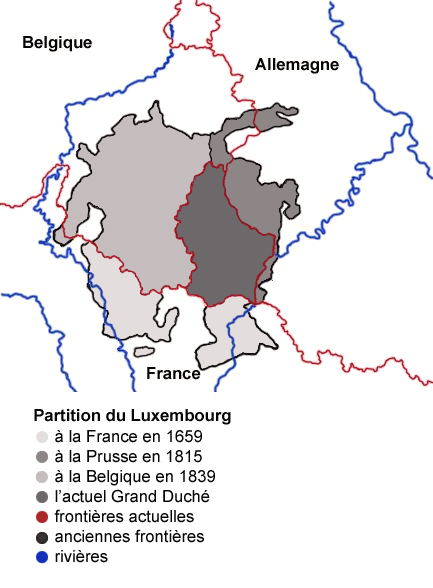
Carte des cessions du territoire luxembourgeois à la France, la Prusse et la Belgique.

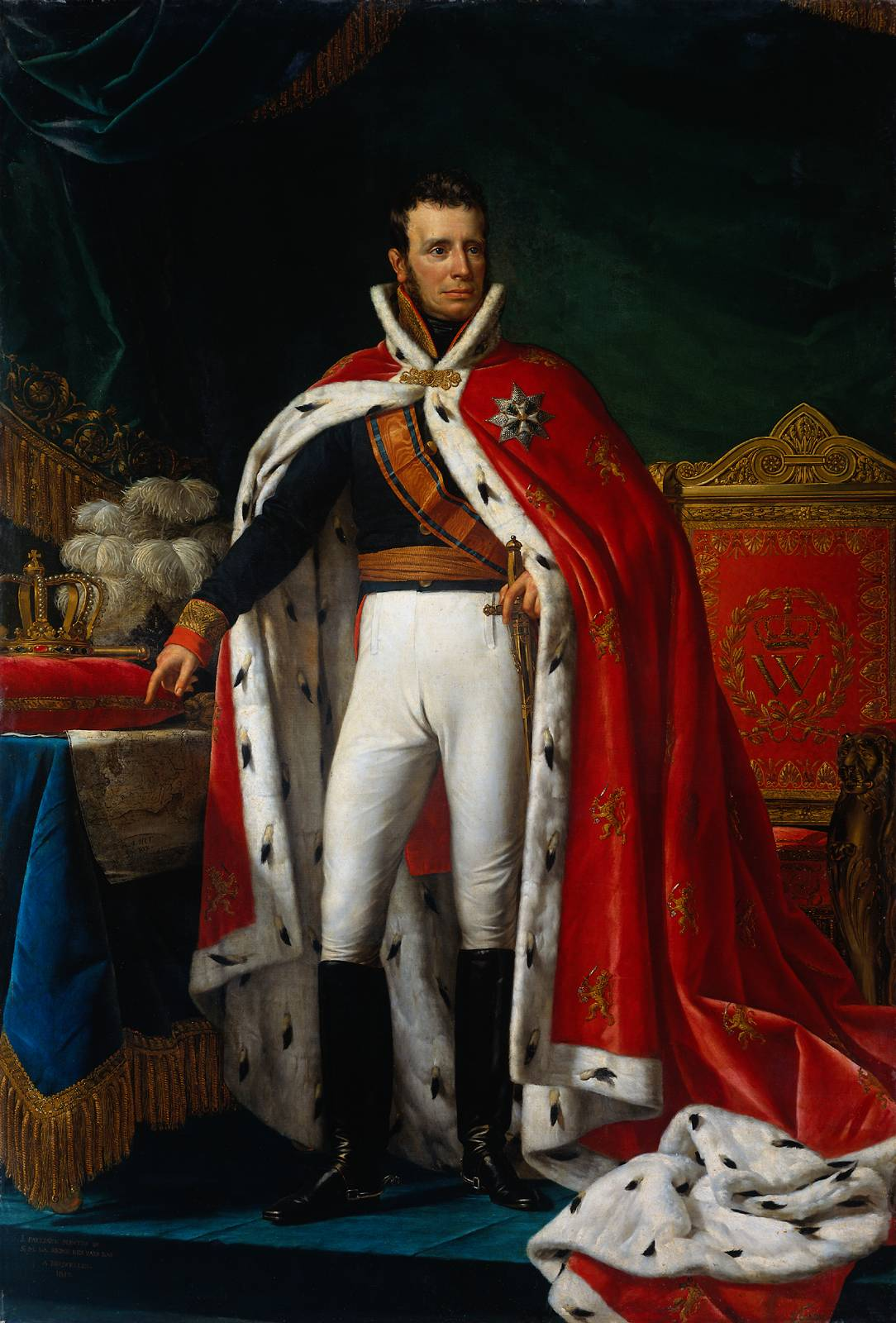
des Pays-Bas sur une toile de 1819.

En 1815, l'effondrement du Premier Empire et de Napoléon entraîne un redécoupage de la carte de l'Europe, ce qui aura des répercussions inattendues pour le Luxembourg. Dans le but de dresser une barrière contre la France, les grandes puissances réunies au congrès de Vienne décident de créer un nouvel état tampon entre la Prusse et la France : le royaume uni des Pays-Bas. Celui-ci englobe l'ancien royaume de Hollande, l'ancienne principauté de Liège et les anciens Pays-Bas autrichiens. En toute logique, ce qui était l'ancien duché de Luxembourg avant la Révolution française aurait dû faire partie de cet ensemble. Mais les diplomates s'accordent autrement. En effet, le Luxembourg devient une entité politique à part. Il est érigé en grand-duché et attribué au roi des Pays-Bas, Guillaume Ier de la maison d'Orange-Nassau, qui porte désormais également le titre de grand-duc de Luxembourg. Le territoire luxembourgeois forme alors une union personnelle avec le nouveau royaume de Guillaume. L'élévation en rang n'empêche pas que le pays soit amputé d'une vaste région se trouvant à l'est de la Moselle, de la Sûre et de l'Our. Ces territoires sont récupérés par la Prusse qui se serait bien étendue plus à l'ouest encore. Le congrès de Vienne apporte une complication supplémentaire au statut international du grand-duché. Ce dernier, en effet, entre dans la Confédération germanique — qui remplace si l'on peut dire dorénavant l'ancien Saint-Empire romain germanique —, une association essentiellement défensive de 39 États allemands. La forteresse de Luxembourg devient ainsi une forteresse fédérale.
Comment expliquer les décisions du congrès de Vienne ? D'abord, le principe de légitimité monarchique a joué. La maison d'Orange-Nassau possédait une série de petites principautés à l'est du Rhin, au-delà de Coblence, en territoire nassovien qui, en 1815, sont absorbées par la Prusse. Guillaume Ier reçoit le Luxembourg – officiellement – en compensation pour la perte de Nassau-Hadamar, Nassau-Dietz, Nassau-Dillenbourg, etc. Ce territoire lui est attribué comme bien patrimonial, contrairement au royaume des Pays-Bas réunis qui n'appartient pas au patrimoine familial des Orange-Nassau. Ensuite, les diplomates doutent de la capacité des Néerlandais à défendre la forteresse de Luxembourg. L'intégration à la Confédération germanique permet d'y stationner une garnison de l'armée prussienne qui peut former un verrou autrement solide pour contenir une éventuelle nouvelle poussée française. Enfin, dernière astuce, le titre de grand-duc donne à Guillaume Ier la préséance sur les petits princes allemands au sein de cette même Confédération. En effet, un grand-duc figure parmi les altesses royales, contrairement aux simples ducs notamment.
Sur le papier, le Luxembourg devient en 1815 un État distinct du royaume uni des Pays-Bas. Dans la réalité cependant, Guillaume Ier ne fait pas de distinction. Il gouverne le grand-duché comme s'il s'agissait de la 18e province de son royaume. La Loi fondamentale néerlandaise est étendue au Luxembourg, des députés luxembourgeois siègent dans les institutions néerlandaises et le néerlandais est enseigné à l'école. Les Luxembourgeois ne s'y opposent pas, mais la politique économique et surtout fiscale du régime hollandais suscite un mécontentement grandissant parmi la population. Aussi n'est-il pas étonnant que lorsque la révolution belge éclate en aout 1830, les habitants du Grand-Duché se joignent aux insurgés belges, hormis certains bastions « orangistes », principalement dans la ville de Luxembourg. On voit en effet apparaitre des drapeaux belges et brabançons dans un certain nombre de localités grand-ducales. On en recense d'abord le long de la route entre Bruxelles, Namur, Arlon et Luxembourg (actuelle route nationale 4 belge et nationale 6 luxembourgeoise) : le 4 septembre à Marche-en-Famenne, le 5 à Bastogne, le 9 à La Roche-en-Ardenne et le 14 à Houffalize. À Arlon, où réside une garnison de l'armée royaliste, le drapeau belge apparaît le 27 septembre et le 30 les militaires quittent la ville en direction de Neufchâteau où la troupe se débande tandis que les officiers sont arrêtés par les bourgeois. Des drapeaux belges flottent à Vianden le 28, à Diekirch le 29, à Remich le 1er octobre et à Echternach le 2. Ce même jour, les troupes militaires en garnison à Bouillon évacuent la ville. Il ne reste alors plus qu'une seul endroit armé par les forces néerlandaises sur le territoire : dans la forteresse de Luxembourg-ville, protégée par la garnison prussienne.
Bon nombre de volontaires luxembourgeois partent à Bruxelles s'engager dans l'armée des patriotes, dont certains se regroupent dès le 3 octobre 1830, sous la forme du corps franc luxembourgeois qui participera à la guerre belgo-néerlandaise en s'illustrant notamment lors de la prise de Malines du 19 au 21 octobre. 

### Annexion par la Belgique indépendante

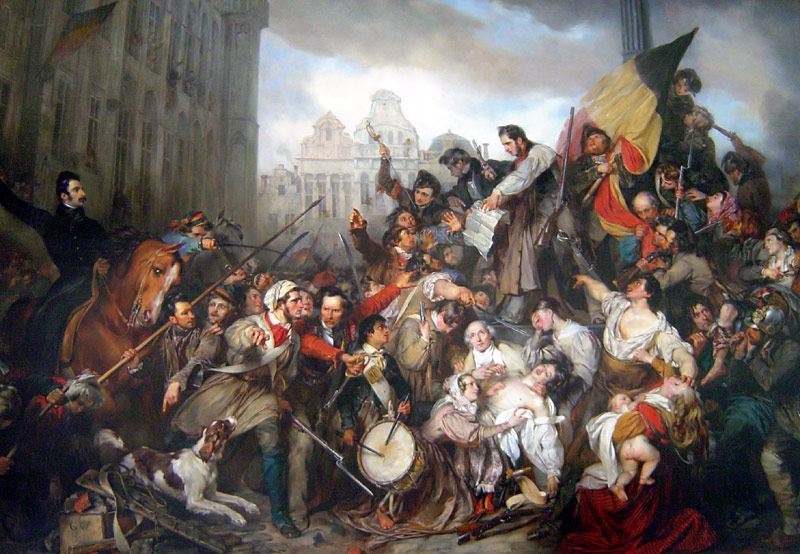
Épisode des Journées de Septembre 1830 sur la place de l'Hôtel de ville de Bruxelles, Gustave Wappers (1834), musées royaux des beaux-arts de Belgique.

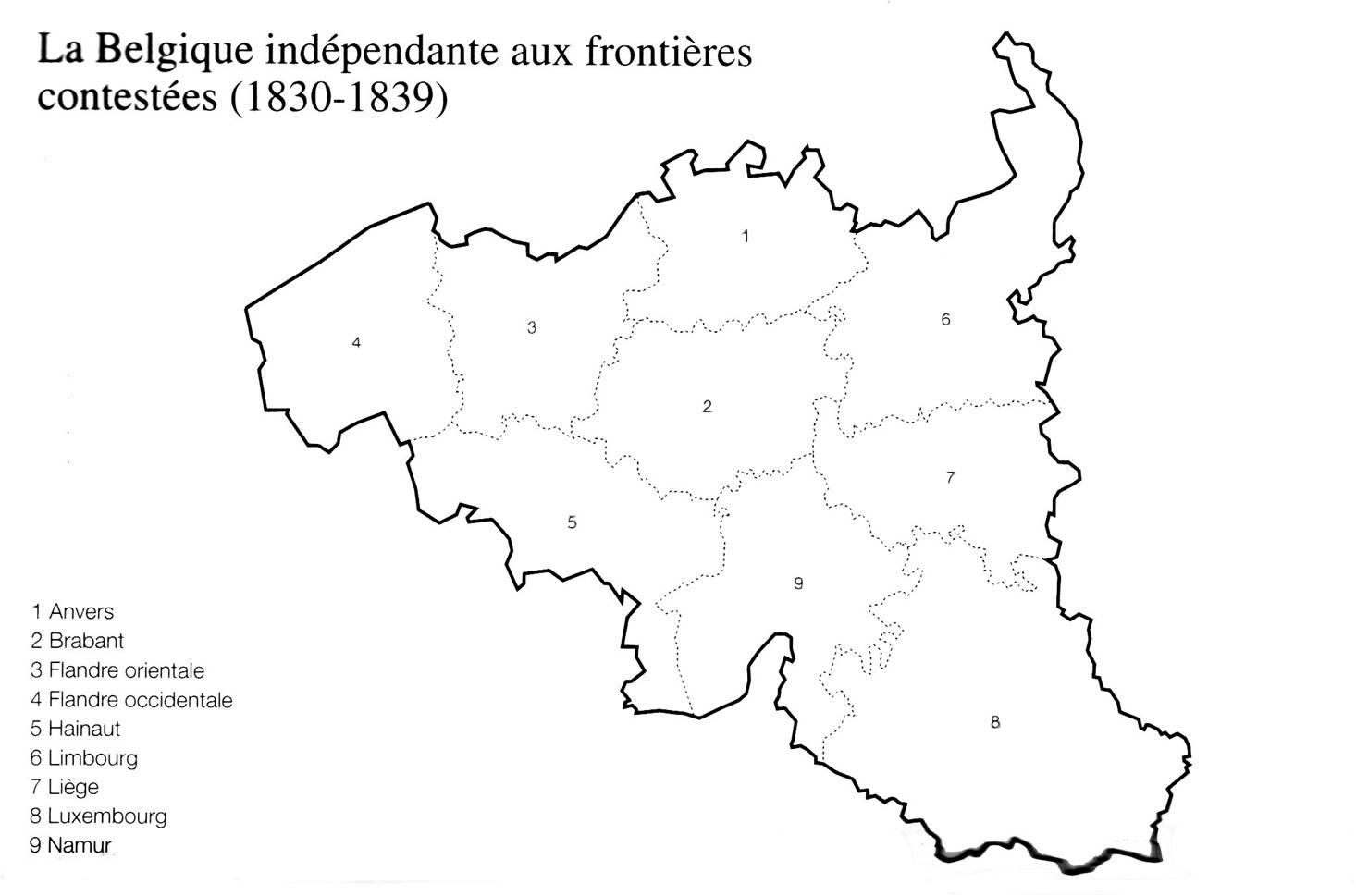
Les frontières de la Belgique lors de son indépendance du 4 octobre 1830, incluaient l’ensemble du Grand-duché de Luxembourg ainsi que l'actuel Limbourg néerlandais), jusqu'au traité des XXIV articles du 19 avril 1839 qui les scinda en deux.

Après la proclamation de l'indépendance de la Belgique le 4 octobre 1830, le gouvernement provisoire de Belgique déclare unilatéralement l'annexion de l'ensemble du Grand-duché de Luxembourg au nouveau royaume dès le 16 octobre 1830 . Certains Luxembourgeois participent alors activement à la création du Congrès national comme Jean-Baptiste Thorn, ou à la Constitution belge, comme Jean-Baptiste Nothomb.
Afin de clarifier la situation, les grandes puissances européennes se réunissent lors de la conférence de Londres dès le 4 novembre 1830. Celle-ci commence par imposer un armistice aux deux belligérants, puis reconnait l'indépendance de la Belgique dès le 20 décembre 1830. Le 21 mai 1831, la conférence adopte le protocole n°24 qui envisage l'achat du grand-duché de Luxembourg par la Belgique et un premier traité est proposé le 26 juin 1831, le traité des XVIII articles. Celui-ci délimite les nouvelles frontières de la Belgique, en y incluant l'ensemble du grand-duché de Luxembourg. Son article 3 précise que :

« Les cinq puissances emploieront leurs bons offices pour que le statu quo dans le grand-duché de Luxembourg soit maintenu pendant le cours de la négociation séparée que le souverain de la Belgique ouvrira avec le roi des Pays-Bas et avec la Confédération germanique, au sujet dudit grand-duché, négociation distincte de la question des limites entre la Hollande et la Belgique. »

Par ailleurs, pour compenser cette perte territoriale pour la Confédération germanique, le traité prévoit l'intégration de la partie de la province de Limbourg que pourra conserver le roi Guillaume Ier dans ladite confédération sous le nom de duché de Limbourg. Mais ce traité ne fut jamais appliqué et, après la prestation de serment du premier roi des Belges, Léopold Ier, le 21 juillet 1831 Guillaume Ier tente de reconquérir ses territoires lors de la Campagne des dix-jours qui ne se solde par un échec qu'après l'intervention d'une armée expéditionnaire française. La Belgique ressort grandement discréditée de cette campagne, lors de laquelle elle ne put tenir tête seule à l'armée néerlandaise. De ce fait, le 15 novembre 1831, les puissances imposent un nouveau traité qui acte la séparation officielle de la Belgique et de ce qui devient alors les Pays-Bas : le traité des XXVII articles. Celui-ci impose à la jeune Belgique la rétrocession d'une partie du Luxembourg à Guillaume Ier. Une frontière entre la Belgique et le Luxembourg est alors traçée et, pour ce faire, on se base sur des critères linguistiques. En effet, les territoires reconnus comme étant de langue romane (ardennais, gaumais, lorrain, wallon etc.) sont laissés à la Belgique, sauf les villages « wallons » de Doncols et de Sonlez. Tandis que les territoires de langue germanique (luxembourgeois, moyen allemand, moyen francique etc.) sont rendus au Luxembourg, sauf le Pays d'Arlon de patois pourtant luxembourgeois (l'Areler), qui fut laissé à la Belgique. Cette exception est due à l'insistance de l'ambassadeur français Talleyrand, qui voulait que la route menant de Metz à Liège, passant par Thionville, Longwy, Arlon, Martelange et Bastogne, demeure belge, ainsi que ses villages environnants. Ceci dans le but de la soustraire à l'influence de la confédération germanique dont le grand-duché en était un état membre et dont la forteresse de Luxembourg était toujours habitée par une garnison prussienne.
Localement, des propriétaires terriens ou maîtres de forge des débuts de l'industrie sidérurgique, firent jouer leurs relations pour que leurs terres ou entreprises soient rattachées à la Belgique plutôt que d'être laissées au Grand-duché. Parmi eux, Jean-Baptiste Nothomb alors détaché au cabinet du ministre des Affaires étrangères, tenta de rattacher Pétange (où sa famille dispose d'un château) mais sans succès.
Encore une fois, ce traité ne fut pas reconnu tout de suite : le Parlement belge accepte mais Guillaume Ier refuse, pensant la Belgique non viable. Pendant huit ans, le Grand-Duché va continuer à vivre sous une double administration : le pouvoir orangiste est limité à la ville-forteresse de Luxembourg, tandis que le reste du pays demeure sous autorité belge. Il faut attendre le 14 mars 1838 pour que le Roi-Grand-duc déclare reconnaitre le nouvel état belge et accepte de négocier un traité de séparation officiel qu'il signe le 19 avril 1839 : le traité des XXIV articles. Celui-ci acte la scission du grand-duché de Luxembourg et donne au territoire ses frontières actuelles. Sa partie occidentale, la plus grande, devenant la neuvième Provinces de Belgique, la province de Luxembourg, et sa partie orientale redevenant propriété privée héréditaire de la maison d'Orange-Nassau, en union personnelle avec les Pays-Bas.

### Forme actuelle et consolidation de l'autonomie (1839-1890)

Révision de la Constitution du 17 octobre 1868.

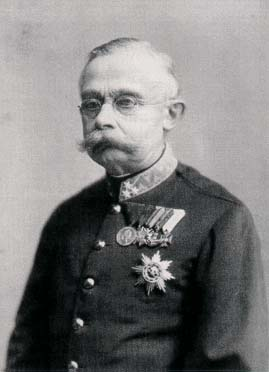
Le grand-duc Adolphe de Luxembourg.

À partir de 1839, le Luxembourg n'a plus géographiquement de lien territorial avec les Pays-Bas, et le roi grand-duc, Guillaume Ier, se voit obligé de lui accorder une administration séparée. Le nouveau souverain, Guillaume II, qui visite le Grand-Duché en 1841, déclare : « Je veux que le Luxembourg soit gouverné par les Luxembourgeois. » Progressivement, les structures d'un État autonome vont être mises en place. Dès 1841, le roi grand-duc concède une charte constitutionnelle. Une série de lois fondamentales fixent l'organisation communale, l'enseignement, la bienfaisance publique et la justice, avec le maintien du code Napoléon. L'État luxembourgeois prend donc forme, mais un pays si petit — 170 000 habitants sur un territoire de 2 586 km2 en 1839 — peut-il être tout à fait indépendant ? Dans un premier temps, le Grand-Duché reste attaché aussi bien à l'Allemagne par son appartenance à la Confédération germanique qu'aux Pays-Bas par le lien dynastique. Par étapes, il réussit à rompre ces attaches.
En 1866, la guerre austro-prussienne provoque la dissolution de la Confédération germanique (Bataille de Sadowa). Face à l'expansion de la Prusse, la France cherche des compensations territoriales. Le Luxembourg semble une proie facile. Napoléon III propose au roi grand-duc un marché : le Grand-Duché en échange de cinq millions de francs or. Guillaume III (1849-1890) accepte, mais la Prusse, dont une garnison est toujours stationnée dans la forteresse de Luxembourg, s'y oppose. Pour trouver une issue à la crise, les grandes puissances se réunissent en congrès à Londres. Le traité de Londres (11 mai 1867) aboutit à un compromis qui, tout en donnant satisfaction au chancelier prussien Bismarck et à l'empereur français Napoléon III, consolide le statut international du grand-duché de Luxembourg. La Prusse doit retirer sa garnison (« oubliée » là depuis 1866), la forteresse est démantelée et le Grand-Duché est déclaré perpétuellement neutre sous la garantie des puissances signataires (sauf la Belgique, elle-même neutre). En contrepartie, la France renonce à ses prétentions territoriales.
La crise de 1867 avait révélé le conflit d'intérêts qui pouvait se poser au roi grand-duc du fait de ses deux couronnes. Or, en 1890, à la mort de Guillaume III, l'union personnelle qui liait les Pays-Bas et le Luxembourg prend fin, les deux pays étant régis par des lois successorales distinctes. Alors que Wilhelmine, la fille de Guillaume III, succède au trône hollandais, le Grand-Duché, en tant que bien patrimonial, échoit à Adolphe de Nassau-Weilbourg. En effet, un pacte de famille conclu en 1783 entre toutes les lignes de la maison des Nassau déterminait qu'en cas d'extinction des mâles dans une branche, en l'occurrence les Orange-Nassau, les possessions familiales passeraient à la branche suivante. Dès lors, à partir de 1890, le Luxembourg a sa propre dynastie, les Nassau-Weilbourg, qui jusqu'à aujourd'hui ont fourni au pays six souverains : Adolphe (1890-1905), Guillaume IV (1905-1912), Marie-Adélaïde (1912-1919), Charlotte (1919-1964), Jean (1964-2000) et Henri (depuis 2000).

#### La mise en place des rouages de l'État

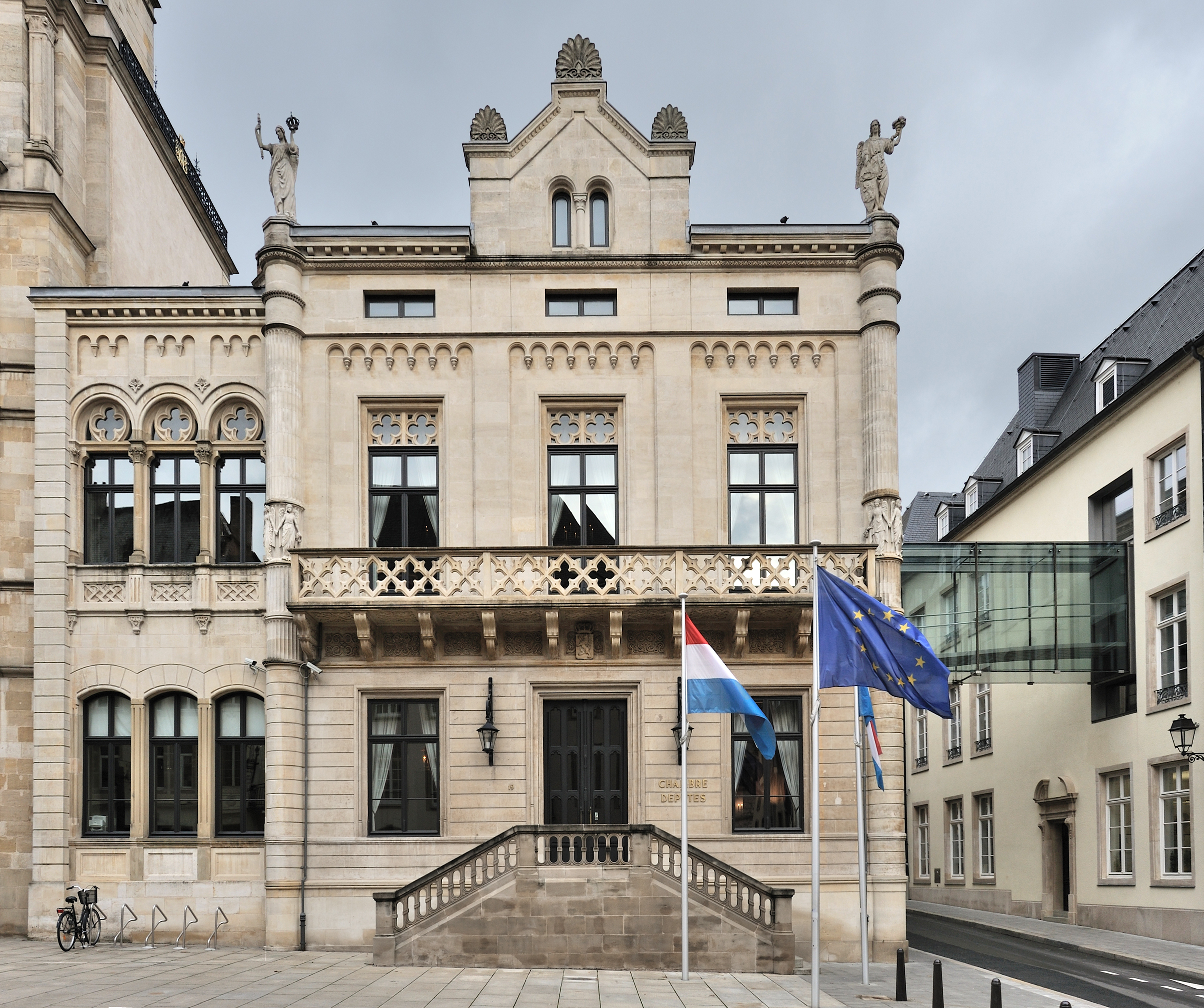
Chambre des Députés.

Un concours de circonstances favorables a permis au Grand-Duché d'abord de voir le jour, puis d'accroître son autonomie. Mais au XIXe siècle, peu d'observateurs internationaux donnent une chance de survie à ce pays minuscule qui ne manque pas d'attirer les convoitises de ses voisins. Or, contre toute attente, les Luxembourgeois parviendront à construire un État authentique, doté d'une véritable cohésion nationale et fondé sur une base économique solide.
La première tâche consiste à définir un cadre institutionnel. Trois constitutions successives en 1848, 1856 et 1868 confèrent une organisation au jeune État et établissent un juste équilibre entre les pouvoirs du souverain, qui nomme et révoque le gouvernement, et ceux de la Chambre des députés (Parlement), qui vote les lois. Le régime politique du Grand-Duché est celui d'une démocratie représentative sous la forme d'une monarchie constitutionnelle. Mais la véritable démocratisation n'a lieu qu'en 1919, lorsque le suffrage universel pour les hommes comme pour les femmes est introduit. Auparavant, le droit de vote était accordé sur la base de critères fiscaux. La vie politique s'intensifie à la veille de la Première Guerre mondiale avec l'apparition de partis politiques : le parti socialiste en 1902-1903, la ligue libérale en 1904 et le parti de la droite en 1914. Le parti communiste ne se forme qu'en 1921 par scission avec les socialistes. Le paysage politique luxembourgeois se caractérise par une extraordinaire stabilité. Depuis 1919, toutes les coalitions gouvernementales — à l'exception de trois périodes (1925-1926, 1974-1979 et 2013-2023) — sont dirigées par le parti de la droite, qui devient le Parti chrétien-social après 1945.

#### Le développement du sentiment national

Drapeau du Luxembourg.

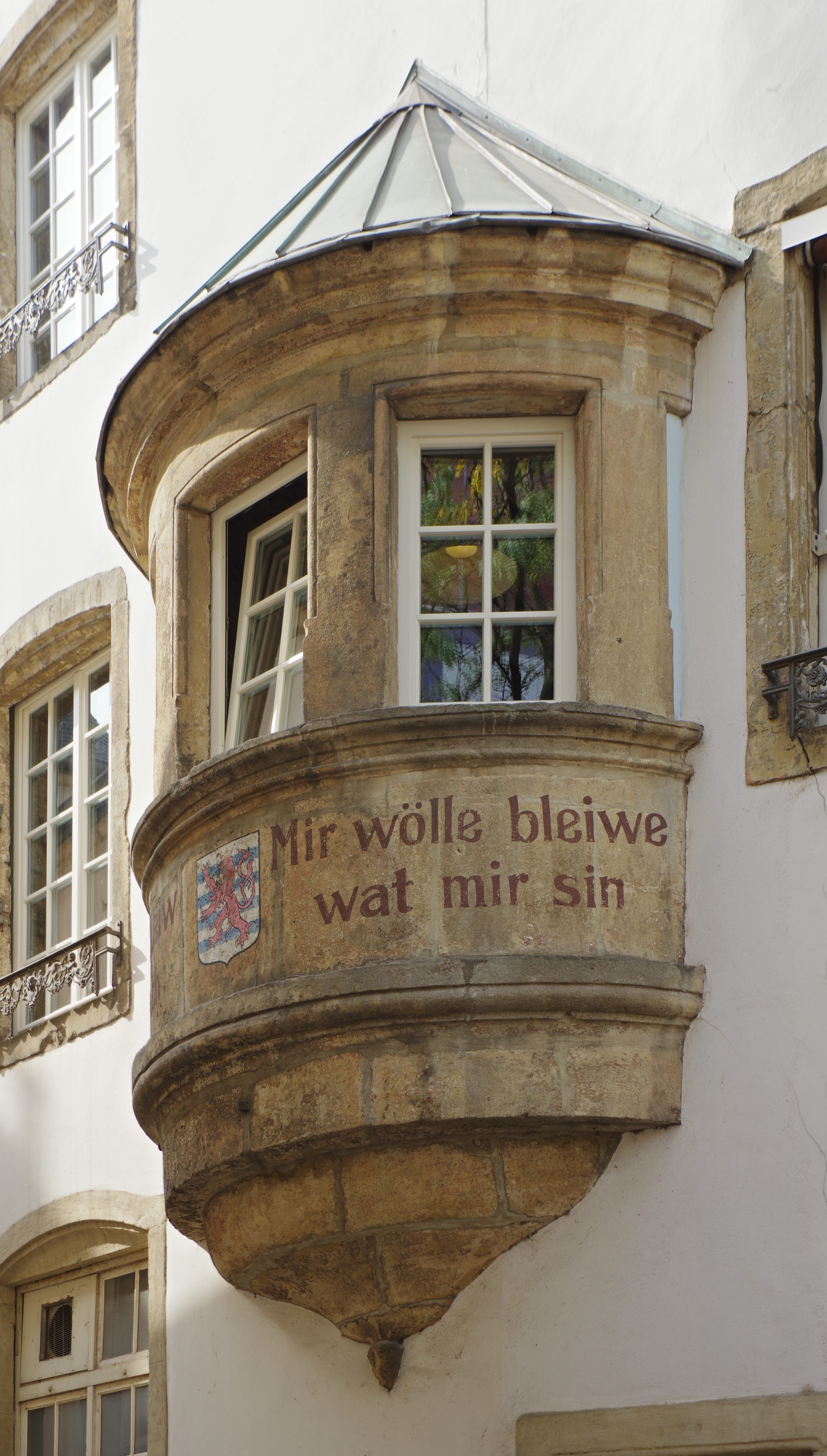
Façade de maison, rue de la Loge à Luxembourg : « Nous voulons rester ce que nous sommes »

La formation d'un sentiment national propre est postérieure à la création de l'État luxembourgeois. En 1839, la population du Grand-Duché, qui dans sa majorité a suivi les Belges dans leur révolution, regrette sa séparation de la Belgique. Mais assez vite, les Luxembourgeois s'attachent à leur État et commencent à apprécier les avantages que procure l'autonomie. Vingt ans après le partage, De Feierwon, chant patriotique composé à l'occasion de l'inauguration du chemin de fer, proclame : « Mir wëlle bleiwe wat mir sinn » (« Nous voulons rester ce que nous sommes »). Ce chant devient un véritable chant national. Cependant, un autre chant, Ons Heemecht (« Notre patrie »), est adopté comme hymne national officiel et exécuté pour la première fois en public en 1864. Ons Heemecht est un poème de Michel Lentz, mis en musique par Jean-Antoine Zinnen. L'essor de la littérature luxembourgeoise à partir du milieu du XIXe siècle, dont les principaux auteurs sont Michel Lentz (1820-1893), Edmond de La Fontaine, dit Dicks (1823-1891), et Michel Rodange (1827-1876), témoigne du développement d'une conscience nationale.
L'emploi des langues a certainement joué un rôle important dans la construction de la nation[Selon qui ?]. Le partage de 1839 crée l'unité linguistique, puisque le grand-duché est réduit à sa partie germanophone. Néanmoins, la loi de 1843 sur l'enseignement primaire rend l'apprentissage du français obligatoire, à côté de l'allemand. Les élites sociales restent attachées à l'usage du français et entendent éviter une séparation linguistique avec les couches populaires. Tous les écoliers luxembourgeois doivent depuis lors apprendre deux langues : le français et l'allemand. Dans la vie de tous les jours, les Luxembourgeois parlent leur dialecte, un parler francique-mosellan qu'ils qualifient encore jusqu'à la fin du XIXe siècle de Lëtzebuerger Däitsch (allemand luxembourgeois). À la fin du XIXe siècle, lorsque le processus de maturation du sentiment national s'accélère, le luxembourgeois (Lëtzebuergesch) s'affirme comme la langue maternelle des Luxembourgeois, et non plus l'allemand. Pendant la Seconde Guerre mondiale, le recours au luxembourgeois devient le symbole de la résistance et de la cohésion nationale. L'occupant, poursuivant une politique de germanisation forcée, essaie d'en réprimer l'usage. En 1984, une loi entérine cette évolution séculaire en donnant le statut de langue nationale au luxembourgeois, sans pour autant remettre en cause l'emploi simultané du français et de l'allemand.
Le patriotisme luxembourgeois qui se développe à partir du milieu du XIXe siècle prend parfois une connotation anti-allemande, car le danger d'assimilation par l'Allemagne est particulièrement élevé. De 1815 à 1866, le Luxembourg est membre de la Confédération germanique ; depuis 1842, il fait partie de l'Union douanière allemande (Zollverein) ; à partir de 1872, le réseau ferroviaire luxembourgeois est sous contrôle allemand. À ces liens politiques et économiques s'ajoute une parenté culturelle et linguistique indéniable entre le petit pays et son grand voisin. Afin de se démarquer de l'Allemagne, les Luxembourgeois se tournent vers la France. Ils cultivent le bilinguisme, voire le trilinguisme. Le français devient la langue de l'administration, de la justice et, de manière générale, celle des cercles culturels et intellectuels. De nombreux artisans font aussi leur tour de France, alors que les jeunes filles vont travailler comme bonnes à Paris. Devant tant de francophilie affichée, un diplomate allemand résigné note, peu avant la Première Guerre mondiale : « Avec l'Allemagne, le petit État avait conclu un mariage de raison, avec la France cependant, il entretenait une liaison amoureuse. » À vrai dire, en empruntant à ses trois voisins, le Luxembourg parvient à se composer une identité originale qui n'est ni allemande, ni française, ni belge, mais un mélange de ces trois cultures.

#### L'essor économique
Après 1839, la tâche la plus ardue consiste à donner au jeune État des fondements économiques viables. Au départ, le Luxembourg est un pays agricole aux structures arriérées. Il y a quelques petites industries — tanneries, manufactures textiles, faïenceries, forges à l'ancienne, papeteries, brasseries —, mais celles-ci sont disséminées et de faible envergure. Le Luxembourg souffre de son isolement économique et géographique. Le développement économique passera donc par le désenclavement du pays. En 1842, le Grand-Duché adhère au Zollverein. Cette union, qui donne accès au marché d'outre-Rhin, s'avère bénéfique pour le Luxembourg. L'Allemagne lui fournit les capitaux et la main-d'œuvre nécessaires au développement de son industrie lourde. Mais pour que les échanges économiques puissent avoir lieu, il faut de bonnes voies de communication. La construction des lignes du chemin de fer — la première liaison Luxembourg-Thionville est inaugurée en 1859 — permet de relier le Grand-Duché au monde extérieur, tout en unifiant l'espace national.
L'adhésion au Zollverein et l'aménagement du réseau ferroviaire créent des conditions propices à un décollage économique. Mais c'est la découverte de gisement de minerai de fer dans le sud du pays, au début des années 1840, qui va permettre au Luxembourg d'amorcer sa révolution industrielle. À partir de 1870, de grandes usines sont construites dans
le bassin minier. Appelé « minette » en raison de sa faible teneur en fer, le minerai luxembourgeois contient beaucoup de phosphore, ce qui constitue d'abord un handicap. L'acquisition du procédé Thomas-Gilchrist par des sidérurgistes luxembourgeois en 1879 permet de transformer la fonte phosphoreuse en acier. Désormais, la sidérurgie luxembourgeoise peut lutter à armes égales sur le plan international. À la veille de la Première Guerre mondiale, le Luxembourg se classe parmi les six premiers producteurs du monde. En 1911, plusieurs entreprises fusionnent pour former l'Arbed (acronyme d'« Aciéries réunies de Burbach, Eich et Dudelange »), qui devient le principal acteur de la sidérurgie luxembourgeoise. Jusqu'à la crise économique au milieu des années 1970, l'industrie du fer demeure l'épine dorsale de l'économie luxembourgeoise. Elle emploie un quart de la population active et couvre presque deux-tiers de la production industrielle. Principale source de richesse du pays, elle est à la base du niveau de vie élevé des Luxembourgeois à l'ère industrielle.
L'industrialisation change les structures démographiques et sociales du pays. Les paysans de l'Oesling, le nord du pays, quittent leurs terres pour venir travailler dans les mines et les usines. Mais la main-d'œuvre indigène ne suffit pas. À partir de 1890, l'émigration cesse pratiquement et le Luxembourg devient un pays d'immigration. Les étrangers arrivent en plusieurs vagues : d'abord les Allemands, puis les Italiens et, plus récemment, à partir des années 1960, les Portugais. En 1910, les immigrés représentent déjà 15,3 % de la population totale. Aujourd'hui, cette part atteint près de 48 %. La dépendance à l'égard de l'étranger pour ce qui est de la main-d'œuvre, mais aussi des capitaux et des marchés, demeure une constante de l'économie luxembourgeoise. Quand le Luxembourg doit dénoncer le Zollverein au lendemain de la Première Guerre mondiale, il conclut en 1921 une union économique avec la Belgique. Signée à l'origine pour une durée de 50 ans et régulièrement renouvelée par la suite, l'Union économique belgo-luxembourgeoise (UEBL) établit un lien durable entre les deux pays. Le franc belge devient la devise commune, sans que le Luxembourg renonce pour autant à son droit d'émission de monnaie luxembourgeoise.

#### La naissance des syndicats
Les premières traces liées au syndicalisme remontent à la révolution de 1848. Le 21 avril une réunion rassemblant la classe ouvrière se déroule à Clausen, avec le but déclaré d'améliorer les conditions de travail ainsi que d'acquérir une meilleure reconnaissance du statut du travailleur. Les premiers signataires de la pétition élaborée pendant cette réunion sont des tailleurs, des typographes, des tanneurs et des forgerons. Une conséquence de cette réunion est l'appel à la création d'une Arbeiter-Assoziation (« association de travail »).
Trois mois après avoir diffusé un article dans le journal Der Arbeiter, Organ der Arbeiterbevölkerung concernant la création d'une Union des ouvriers, le 29 juin 1878 une invitation à une réunion est adressée à tous les artisans du Luxembourg. Le but est de former une association pour représenter les droits des artisans au Luxembourg. Le 4 août de la même année un comité est formé et à la fin du mois le Luxemburger Allgemeiner Arbeiterverein voit le jour.
Peu à peu d'autres syndicats ou partis représentant les différents ouvriers se forment.
En septembre 1916, les deux syndicats ouvriers qui sont à l'origine du mouvement social du XXe siècle sont fondés ; à Esch-sur-Alzette, le Berg- und Hüttenarbeiterverband (BHAV) et le Luxemburger Metallarbeiter-Verband (LMAV). D'autres syndicats sont dès lors créés, à savoir de 1920 jusqu'à 1944 : le Luxemburgischer Katholischer Volksverein né en 1903 devient le Lëtzebuerger Chrëschtleche Gewerkschaftsbond (LCGB) en 1921, le Luxemburger Berg- und Metallindustrie-Arbeiter-Verband (LBMIAV), le Lëtzebuerger Arbechter-Verband (LAV), de 1944 jusqu'en 1979, devenu depuis la Confédération syndicale indépendante du Luxembourg (OGBL), qui, comme le LCGB, existe encore aujourd'hui.

### L'occupation pendant la Première Guerre mondiale (1914-1918)

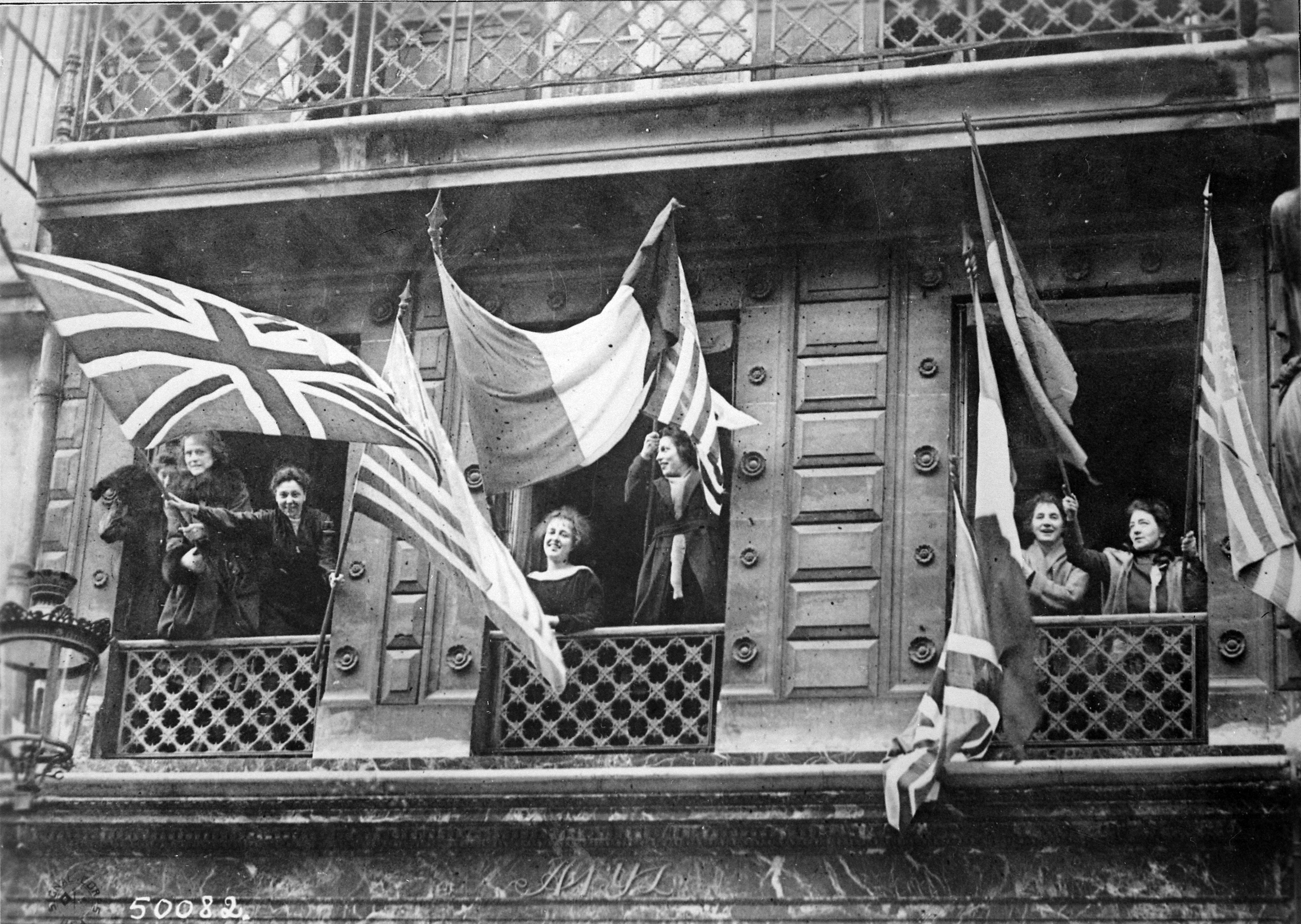
Luxembourgeois célébrant la libération du pays et souhaitant la bienvenue aux soldats Alliés après l'armistice, en novembre 1918.

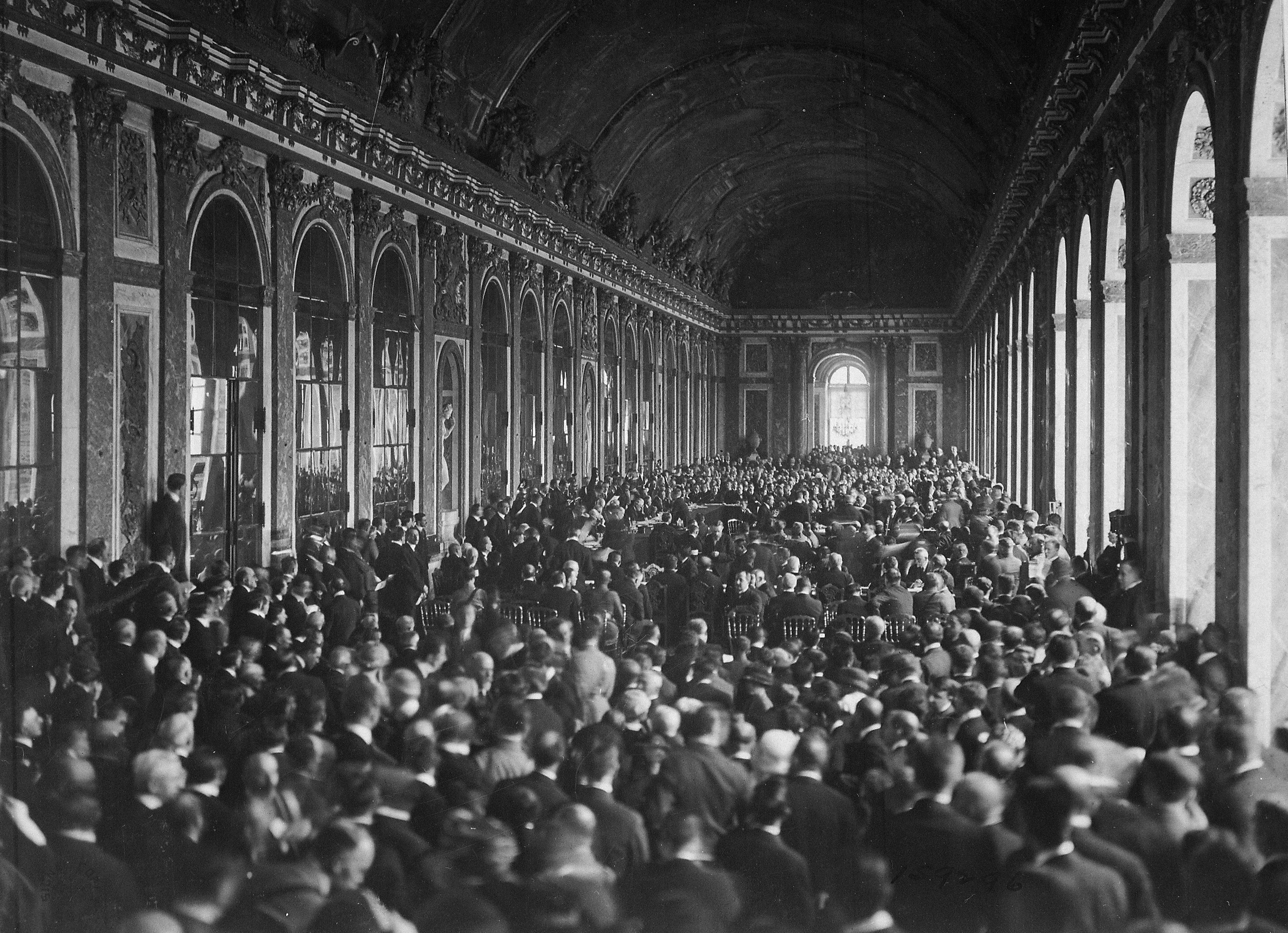
Délégués signant le traité de Versailles, mettant fin à la Première Guerre mondiale et consolidant l'indépendance du Luxembourg.

Malgré les garanties acquises par le traité de Londres en 1867, le statut international du grand-duché de Luxembourg reste précaire. Chaque crise européenne fait resurgir la « question luxembourgeoise » et aiguise les velléités annexionnistes des pays voisins. En 1914, le Luxembourg est entraîné dans la Première Guerre mondiale. Dès le 2 août, l'armée allemande envahit le Grand-Duché en violant sa neutralité. Les autorités luxembourgeoises protestent contre l'invasion allemande, mais continuent à observer une stricte neutralité envers tous les belligérants. L'occupation se limite au domaine militaire. L'occupant ne touche pas aux institutions de l'État luxembourgeois. Un certain nombre de Luxembourgeois s'engagèrent volontairement dans les armées française ou belge, selon les opportunités qui leur étaient laissées d'échapper aux occupants, entre autres par rapport à la proximité de la frontière française ou belge. Le Luxembourg est occupé par l'Allemagne jusqu'en 1918 et est libéré par des troupes françaises et américaines. La souveraine et le gouvernement restent en place. Après la guerre, les Alliés vont reprocher au Luxembourg sa politique de neutralité envers tous les belligérants. Deux divisions américaines furent cantonnées dans le pays au lendemain de l'Armistice. Les négociations de Versailles en 1918 rejetèrent les revendications de la Belgique sur le Luxembourg et confirmèrent l'indépendance du pays. Par ailleurs, la même année, le Luxembourg se retire du Zollverein en réaction à la violation de sa neutralité par l'Allemagne.
Pendant l'occupation, le ravitaillement est le problème majeur auquel la population est confrontée. L'état de guerre rend impossible l'importation de vivres pour compenser les insuffisances de la production nationale. Le gouvernement introduit le rationnement et décrète des prix maxima pour juguler l'inflation. Il en résulte un marché noir florissant et une vive tension entre villes et campagne. La pénurie, la hausse des prix, la perte du pouvoir d'achat provoquent des conflits sociaux. Le mécontentement pousse les ouvriers à s'organiser sur le plan syndical. En septembre 1916, les deux premiers syndicats de la sidérurgie naissent l'un dans le bassin minier, à Esch-sur-Alzette, et l'autre dans la capitale. Une grève qui éclate en 1917 dans le secteur sidérurgique est durement réprimée par l'armée allemande.
L'annexion du grand-duché de Luxembourg figure parmi les buts de guerre de l'Allemagne wilhelmienne en cas de victoire finale. Mais, en attendant, les autorités allemandes s'imposent une certaine retenue. Les rigueurs de l'occupation de 1914-1918 ne peuvent donc être comparées à celles de 1940-1944, quand de nombreux Luxembourgeois moururent victimes du régime nazi. L'oppression au cours de la Seconde Guerre mondiale suscitera un remarquable élan de solidarité nationale, qui se traduira par une résistance active contre l'occupant, alors que pendant la Première Guerre mondiale, le Luxembourg est un pays marqué par de graves dissensions internes.

### La crise politique et le référendum de 1919

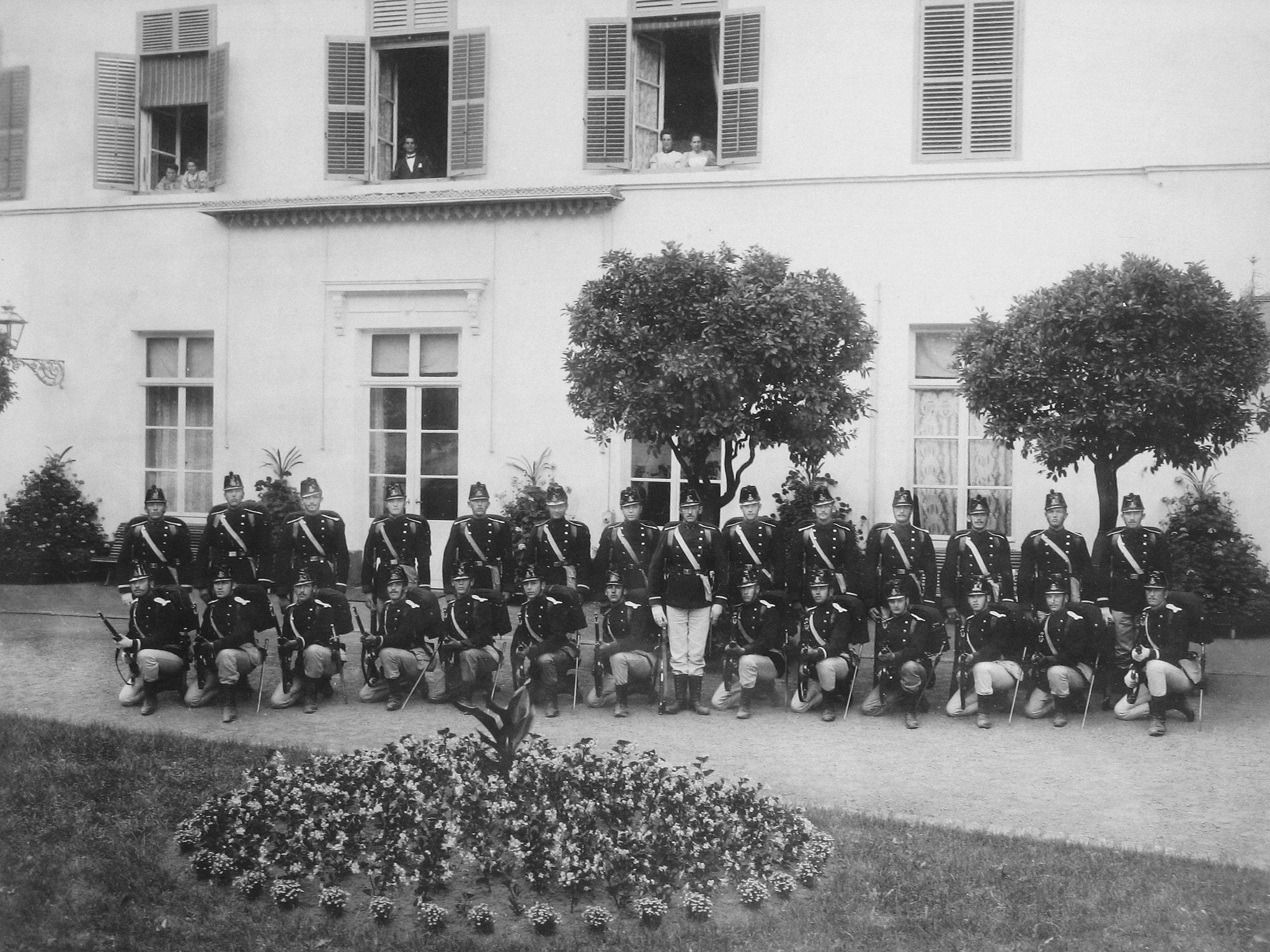
La compagnie des volontaires vers les années 1910.

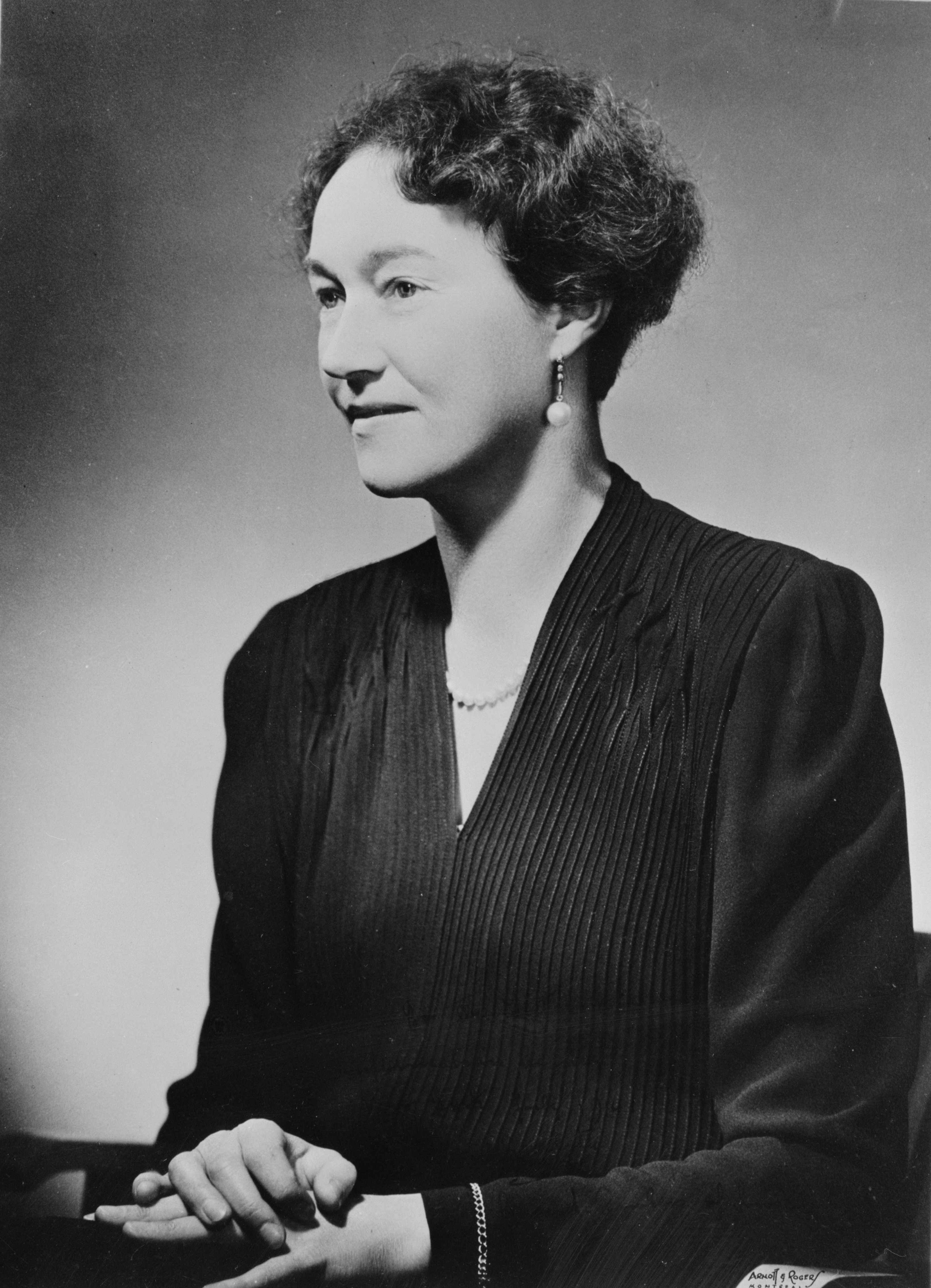
La grande-duchesse Charlotte de Luxembourg au début des années 1940.

La crise éclate dès le départ des Allemands. À la Chambre des députés, les représentants de la gauche demandent la déchéance de la dynastie. Ils reprochent à la souveraine d'avoir entretenu des relations avec l'occupant pendant la guerre et d'avoir favorisé la droite par ses interventions dans la vie politique. La motion est rejetée de justesse. Sur le plan international, le gouvernement luxembourgeois doit aussi affronter l'hostilité à l'égard de la grande-duchesse Marie-Adélaïde. La France et la Belgique mènent des négociations secrètes risquant d'avoir des répercussions sur l'indépendance du grand-duché de Luxembourg. 
Le 6 janvier 1919, un manifeste signé par l’Action républicaine parut dans la presse : « L’obstination déconcertante et inconcevable de la Grande-Duchesse à ne pas abdiquer (…) nous incite à faire appel à tous les éléments républicains du pays afin de poursuivre par des efforts unis et concentrés la réalisation de notre idéal commun : l’institution de la république. (…) Notre patience est à bout. Que la Grande-Duchesse, dont le régime personnel a jeté le pays dans la discorde et le désordre, s’en retourne au pays de ses ancêtres ! Qu’elle laisse le Luxembourg aux Luxembourgeois ! »
Le 9 janvier, une foule de 5 000 à 6 000 personnes se rassemblent devant la chambre des députés pour réclamer l'abolition de la monarchie et d'instauration de la république et du suffrage universel, mais elle est dispersée par les soldats français du général De La Tour. Sur la demande d'Émile Reuter, le maréchal Foch avait en effet décider d'intervenir directement dans les affaires politiques Luxembourgeoise dans le but de préserver l'ordre social, et cela au mépris de la souveraineté populaire
Pour désamorcer la crise, le gouvernement luxembourgeois décide d'organiser un double référendum. La consultation populaire porte sur la forme de l'État (monarchie ou république) et sur l'orientation économique du pays après la dénonciation du Zollverein. D'un côté, la voix de la population est censée faire impression au moment où les vainqueurs réunis à Versailles redessinent la carte européenne selon le principe wilsonien du droit des peuples à disposer d'eux-mêmes. De l'autre, le référendum doit renforcer la légitimité de la nouvelle grande-duchesse. Votant pour la première fois au suffrage universel, une large majorité se prononce, le 28 septembre 1919, en faveur du maintien de la monarchie (80 %) et pour une union économique avec la France (73 %). Cependant, la France se désiste et conseille au gouvernement luxembourgeois de se tourner vers la Belgique. Après d'âpres négociations, la convention de l'Union économique belgo-luxembourgeoise (UEBL) est signée en 1921. Supprimée par les nazis pendant l'Occupation (1940-début 1945), cette union sera réactivée dès la Libération et même complétée par les accords Benelux.

### L'entre-deux-guerres
Après une reprise au cours des années 1920, la crise des années trente, dont le Luxembourg ne sera pas épargné, provoque un ralentissement économique mondial. Mais au Grand-Duché, le taux de chômage reste relativement bas, car le licenciement touche surtout les travailleurs immigrés qui, sans travail, sont obligés de rentrer dans leur pays d'origine. La crise économique donne une certaine impulsion au parti communiste. Les idées révolutionnaires gagnent en popularité parmi les ouvriers du bassin minier, ce qui ne manque pas d'inquiéter les milieux conservateurs. En 1937, le gouvernement tente d'interdire le parti communiste
par une loi « pour la défense de l'ordre politique et social » que ses adversaires qualifient de « Loi muselière ». Malgré un vote positif de la Chambre des députés, une majorité d'électeurs rejette lors d'un référendum cette mesure comme étant une atteinte à la liberté d'opinion.
Sur le plan international, le Luxembourg consolide sa position en participant activement aux travaux de la Société des Nations à Genève, tout en maintenant sa neutralité. Cependant, depuis l'installation du régime nazi en Allemagne en 1933, une menace extérieure se profile de nouveau à l'horizon.

### L'épreuve de la Seconde Guerre mondiale

La Ligne Schuster est une ligne de défense symbolique du pays avant l'invasion de 1940.

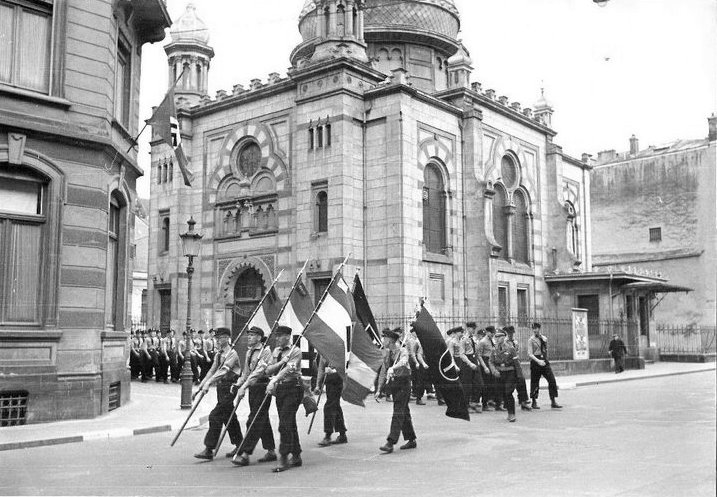
Défilé nazi en 1941 devant la synagogue de Luxembourg, détruite en 1943.

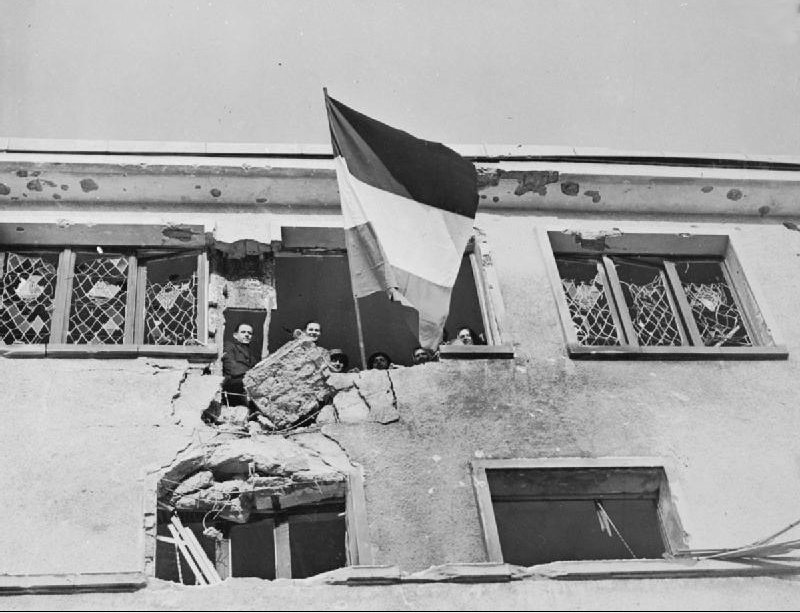
Les patients d'un hôpital à Wiltz saluent l'armée américaine après la libération en agitant le drapeau du grand-duché de Luxembourg.

Vingt-deux ans après la fin de la Première Guerre mondiale, le 10 mai 1940, le Luxembourg est de nouveau occupé par les Allemands. Le Grand-Duché s'apprête à subir une des plus grandes épreuves de son existence. Tirant les leçons du passé, la grande-duchesse Charlotte et le gouvernement luxembourgeois partent en exil et s'installent à Londres et à Ottawa. Décision heureuse, car l'engagement dans le camp des Alliés assure au Luxembourg au lendemain de la guerre sa pleine reconnaissance internationale.
Dans l'immédiat, l'occupation allemande signifie la fin de l'indépendance luxembourgeoise. Les habitants des régions méridionales du pays sont temporairement évacués au sud de la Loire ou dans le Midi de la France. En juillet-août 1940, le Luxembourg passe sous administration allemande directe. Le gauleiter du Gau de Coblence-Trèves, Gustav Simon, est nommé chef de l'administration civile. D'emblée, ses mesures visent l'annexion de fait du Luxembourg au Reich et la germanisation de la population. Le régime nazi considère le Luxembourg comme un territoire allemand (tout comme l'Alsace-Moselle française). Toutes les structures de l'État luxembourgeois sont supprimées. L'usage du français est interdit. Un intense effort de propagande essaie de susciter l'adhésion des Luxembourgeois au régime nazi. Cependant, les tentatives de l'occupant rencontrent une hostilité croissante. Le 10 octobre 1941, les autorités allemandes organisent un recensement de la population qu'elles annulent au vu des premiers dépouillements. Une majorité a en effet répondu par « Lëtzebuergesch » aux trois questions cruciales de la nationalité, de la langue maternelle et de l'appartenance ethnique. Ces réponses traduisent la résistance de la population face aux tentatives d'assimilation de l'occupant.
Le 30 août 1942, l'occupant va encore plus loin, en imposant le service militaire obligatoire au Luxembourg, en même temps qu'en Alsace et en Moselle (les Malgré-nous). Cette mesure provoque des grèves un peu partout dans le pays. Les autorités allemandes réagissent en décrétant la loi martiale et en faisant exécuter 21 grévistes. En tout, 10 211 Luxembourgeois ont été enrôlés de force (lb) dans la Wehrmacht, dont 2 848 sont morts ou portés disparus. Parallèlement, 3 510 hommes ont refusé de porter l'uniforme allemand et sont entrés dans la clandestinité. À l'opposition, l'occupant répond par la terreur : déportations à l'Est, emprisonnements dans des camps de concentration (notamment à Hinzert), exécutions. La communauté juive a particulièrement souffert du régime nazi. Sur les 3 900 Juifs résidant au Grand-Duché avant la guerre, 1 300 sont morts, victimes de la Shoah.
Si le phénomène de la collaboration pendant l'occupation a existé, la majorité de la population fait cependant preuve d'une remarquable cohésion nationale. Comme dans d'autres territoires occupés, il y a eu des organisations de résistance, dont une des principales activités consistait à cacher les réfractaires à l'enrôlement de force. À la fin de la guerre, les différents mouvements de résistance se regroupent dans l'Unio'n. La résistance s'organise tant à l'intérieur qu'à l'extérieur du pays : des Luxembourgeois combattent aux côtés des Alliés notamment au sein de la brigade Piron, et le fils de la grande-duchesse Charlotte, le futur grand-duc Jean, combat dans les Irish Guards.
Le 10 septembre 1944, le Luxembourg est libéré par l'armée américaine. Cependant, les Allemands parviennent à stabiliser le front le long de la Moselle et contre-attaquent en décembre 1944. La Bataille des Ardennes ravage le nord et l'est du pays. La libération de Vianden le 22 février 1945, le retour d'exil de la grande-duchesse Charlotte le 14 avril et enfin la capitulation sans conditions de l'Allemagne le 8 mai 1945 marquent la fin de la guerre. Le bilan est lourd : le Luxembourg déplore 5 700 décès dus au conflit armé et à la terreur nazie, ce qui représente environ 2 % de la population totale. L'immédiat après-guerre est placé sous le signe de la reconstruction. Grâce à l'aide américaine reçue dans le cadre du plan Marshall, un important effort de modernisation et d'équipement a pu être réalisé.

### L'ouverture sur le monde
La Seconde Guerre mondiale amène une réorientation de la politique étrangère luxembourgeoise. En participant à l'effort de guerre du côté des Alliés, le Luxembourg abandonne son statut de neutralité et s'assure une place dans la communauté internationale qui se forme après 1945. Le Grand-Duché est membre fondateur de toutes les institutions de coopération multilatérale de l'après-guerre : l'Organisation des Nations unies — en signant la charte des Nations unies lors de la conférence de San Francisco en 1945 —, le Benelux, l'Organisation européenne de coopération économique (OECE) — devenue en 1961 l'Organisation de coopération et de développement économiques (OCDE) —, le pacte de Bruxelles, le Conseil de l'Europe, l'Organisation du traité de l'Atlantique nord (OTAN).
Cependant, l'ouverture décisive s'opère dans le cadre de l'unification européenne. Ce n'est peut-être pas un hasard si l'initiative historique d'unir les Européens émane d'un ministre français des Affaires étrangères né à Luxembourg d'un père français et d'une mère luxembourgeoise, à savoir Robert Schuman. L'éducation reçue dans les deux cultures le préparait à la grande œuvre de réconciliation franco-allemande. Quand Schuman lance en 1950 son plan de création d'une Communauté européenne du charbon et de l'acier (CECA), le Luxembourg est partie prenante. Avec beaucoup d'habileté, ses diplomates réussissent à obtenir le siège provisoire de la Haute Autorité de la CECA à Luxembourg-Ville en 1952. La création de la CECA place la principale ressource du Grand-Duché, la sidérurgie, sous le contrôle d'une autorité supranationale. C'est un risque mais aussi une chance pour le Luxembourg, car son importante production sidérurgique lui vaut d'être représenté à part entière dans les organes communautaires.
En 1957, le Luxembourg signe, avec la France, l'Allemagne, l'Italie, la Belgique et les Pays-Bas, les traités de Rome qui fondent une Communauté économique européenne (CEE) et règlent l'utilisation de l'énergie nucléaire (Euratom). Dans les négociations, le gouvernement réussit à faire accepter le principe de l'égalité juridique de tous les États, même du plus petit, et à obtenir une représentation directe dans les institutions européennes (Commission européenne, Conseil des ministres, etc.). Le traité de 1965 sur la fusion des exécutifs des différentes Communautés consolide la position de Luxembourg-Ville en tant qu'une des trois capitales de l'Europe, à côté de Bruxelles et de Strasbourg. La capitale du Grand-Duché accueille d'importantes institutions communautaires : le secrétariat général du Parlement européen, la Cour de justice, la Banque européenne d'investissement, différents services de la Commission européenne, la Cour des comptes européenne, l'Office des publications, etc. Pour héberger ces institutions, le gouvernement luxembourgeois a aménagé un quartier européen au plateau de Kirchberg.
Sa petite taille n'a pas empêché le Grand-Duché de jouer un rôle actif dans la construction européenne. Le Premier ministre Pierre Werner (1913-2002) peut être considéré comme précurseur de l'euro. Nommé à la tête d'un groupe d'experts, il présente dès 1970 un projet d'intégration monétaire (plan Werner) à la Commission européenne. La convention de Schengen, qui supprime les contrôles d'identité aux frontières, porte le nom du village luxembourgeois où ont été signés les premiers accords en 1985. Deux hommes d'État luxembourgeois, Gaston Thorn et Jacques Santer, ont présidé la Commission européenne respectivement de 1981 à 1985 et de 1995 à 1999 ; un troisième, Jean-Claude Juncker, occupe cette fonction de 2014 à 2019. De Joseph Bech (1887-1975) à Xavier Bettel (né en 1973), les hommes politiques luxembourgeois excellent dans le rôle d'intermédiaire lors de négociations européennes. L'issue du référendum de 2005 sur la Constitution européenne (56,52 % de voix
favorables) montre qu'une majorité de Luxembourgeois reste attachée à un approfondissement de l'unité européenne.

### Les mutations économiques après 1945
Après 1945, le Grand-Duché connaît un développement économique remarquable, qui entraîne une progression constante du niveau de vie et assure la paix sociale. Cependant, en raison du monolithisme de son économie, le Luxembourg est durement touché par la crise structurelle de la sidérurgie à partir de 1974. Entre 1974 et 1992, la production d'acier recule de plus de 50 %, les effectifs de la sidérurgie diminuent de deux tiers. En 1997, le dernier haut fourneau s'éteint. Seuls quelques sites modernisés survivent à la crise. Ayant pressenti le danger, les pouvoirs publics avaient dès la fin des années 1950 entamé une politique de diversification industrielle. Mais c'est en fin de compte le secteur tertiaire qui prend la relève de la sidérurgie et devient la principale locomotive de l'économie luxembourgeoise.
Les années 1960 voient l'éclosion de la place financière. Le Grand-Duché profite des législations étrangères restrictives et du développement du marché des eurodollars. Des banques internationales viennent s'installer en grand nombre au Luxembourg. Aujourd'hui, la place financière, qui a diversifié ses activités, représente plus d'un quart du produit intérieur brut, plus d'un dixième de l'emploi national et au moins un tiers des recettes fiscales de l'État. Les pouvoirs publics luxembourgeois ont su développer avec succès certains secteurs économiques porteurs d'avenir, comme les domaines financiers ou audiovisuels. C'est une des clés de la réussite du grand-duché de Luxembourg.
De 1984 à 1986 de fréquents attentats terroristes vont donner lieu à l'affaire des poseurs de bombe.
Le Luxembourg attire l'attention internationale par sa place financière et c'est grâce à une forte immigration (36 %) qu'il est considéré aussi comme un microcosme de l'Europe, et comme un modèle d'ouverture sur l'extérieur. De plus, de par sa petite taille, il a su garder l'image d'un pays serein et « à échelle humaine » par la faible distance qui sépare les habitants de leurs autorités.

### L'accélération de la croissance économique et démographique

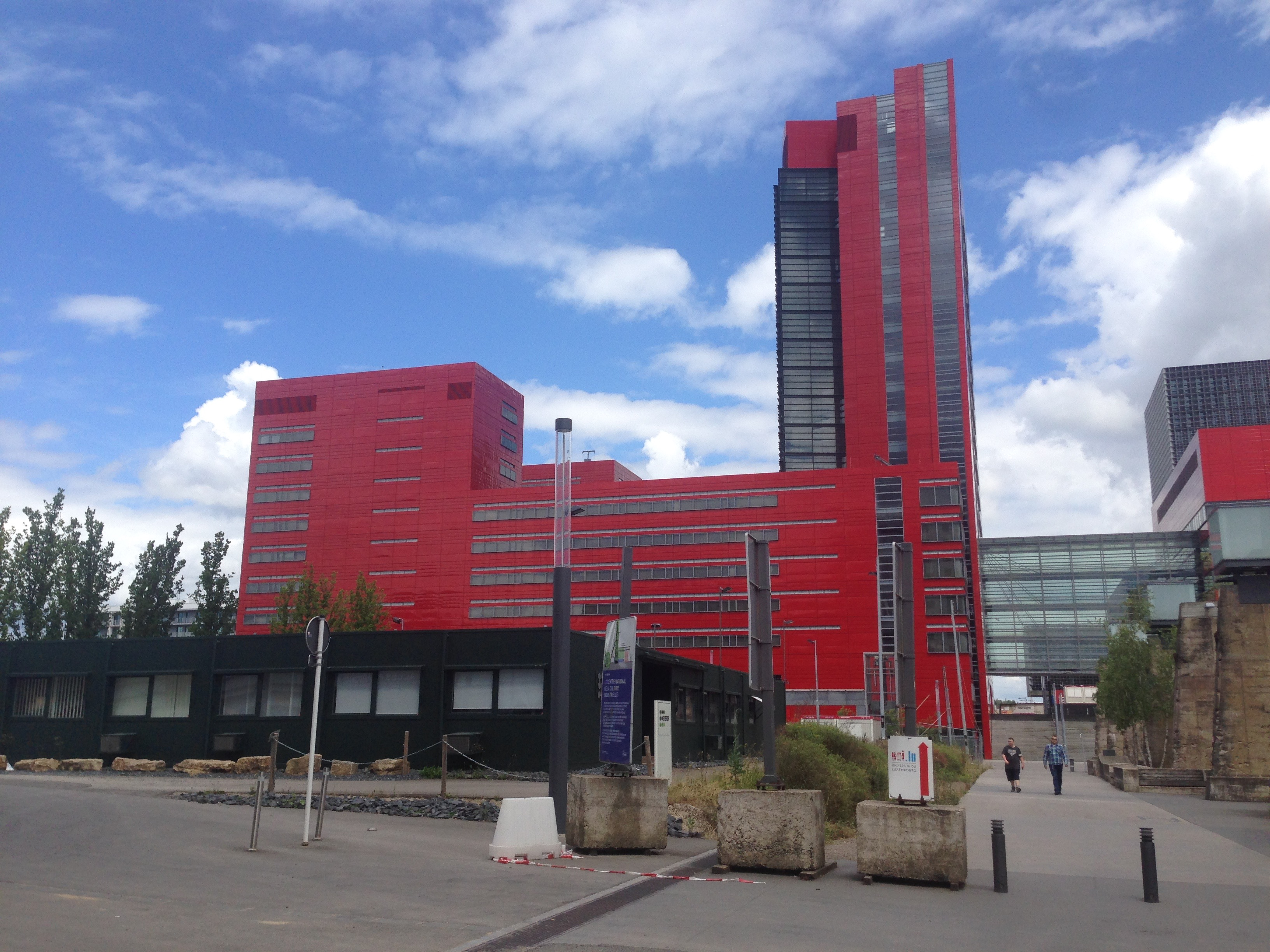
Université du Luxembourg, Campus Esch-Alzette Belval.

Les deux premières décennies du nouveau millénaire sont marquées par une forte croissance. Malgré la crise financière mondiale de 2008 qui a également touché le secteur bancaire luxembourgeois, les
performances économiques du Grand-Duché restent remarquables. Pour soutenir le développement économique, les différents gouvernements ont lourdement investi dans la modernisation des infrastructures ainsi que dans la recherche et l'innovation. L'université du Luxembourg, créée en 2003, a su se hisser en quelques années seulement à un niveau d'excellence international. De grands efforts de diversification de l'économie ont été entrepris notamment dans le domaine de la logistique, de l'économie numérique et des technologies de l'espace. Par ailleurs, le Luxembourg fait figure de pionnier en matière d'exploration et d'utilisation des ressources spatiales,.
La croissance économique va de pair avec un accroissement accéléré de la population. Si le Grand-Duché comptait 439 000 habitants en 2001, il atteint presque 600 000 personnes en 2017. À cela s'ajoutent les frontaliers venant travailler tous les jours en semaine au Luxembourg et qui représentent actuellement pas moins de 43 % du marché de l'emploi. La structure de la population a fortement changé ces deux dernières décennies, la part des étrangers ayant augmenté de sorte à représenter presque la moitié de la population totale. Grâce à cette immigration soutenue, les effets du vieillissement de la population ont pu être compensés. Afin de favoriser l'intégration des résidents étrangers au Luxembourg, le principe de la double nationalité a été introduit en 2009.
Cependant, l'accélération du développement économique et démographique du pays pose aussi un certain nombre de défis, notamment en matière d'aménagement du territoire, de mobilité et de qualité de vie, des thématiques qui sont au cœur de la politique gouvernementale et communale.